# Кирилюк Денис Миколайович
Денис Миколайович Кирилюк, позивний GROUCH (14 липня 1990 — 27 березня 2023) — український військовослужбовець, льотчик, підполковник (посмертно) 831 БрТА Збройних сил України, учасник російсько-української війни. Кавалер ордена «За мужність» III ступеня (2022). Герой України (2025, посмертно).

## Життєпис
Народився 14 липня 1990 року в с. Гришівці, Тиврівського району, Вінницької області, Україна.
З 1996 року по 2004 рік навчався в Гришовецькій середній загальноосвітній школі.
З 2004 року по 2007 рік навчався в Чернігівському військовому ліцеї з посиленою військово-фізичною підготовкою (ПВФП).
17 липня 2007 року через Чернігівський ОМВК м. Чернігова поступив до Харківського національного університету Повітряних сил імені Івана Кожедуба, який закінчив у 2011 році за спеціальністю «Бойове застосування та управління діями підрозділів (частин, з'єднань) авіації».
У 2011 році закінчив Харківський національний університет Повітряних сил імені Івана Кожедуба.
У 2016 році брав участь в АТО на сході України.
Служив заступником командира ескадрильї — штурманом авіаційної ескадрильї 831-ї бригади тактичної авіації. Виконав понад 80 бойових вильотів, з них 70 — під час повномасштабного російського вторгнення. Загинув 27 березня 2023 року під час виконання бойового завдання на Чернігівщині.

## Нагороди
- Звання Герой України з удостоєнням ордена «Золота Зірка» (20 січня 2025, посмертно) — за особисту мужність і героїзм, виявлені у захисті державного суверенітету та територіальної цілісності України, самовіддане служіння Українському народові.
- орден «За мужність» III ступеня (2 серпня 2022) — за особисту мужність і самовіддані дії, виявлені у захисті державного суверенітету та територіальної цілісності України, вірність військовій присязі[1];
- відзнака Президента України «За участь в антитерористичній операції» (17.02. 2016) — за свої героїчні вчинки та зразкове виконання військового обов'язку ;
- відзнака Президента України «За оборону України» ;
- вогнепальна зброя від Міністерства оборони України.

## Вшанування
Вулиця в Миргороді названа на його честь.